# Tor Books
Tor Books – imprint firmy wydawniczej St. Martin’s Press posiadającej siedzibę w Nowym Jorku. Publikuje przede wszystkim książki fantastycznonaukowe oraz fantasy. Prowadzi także magazyn Tor.com. Został założony w 1980 przez Toma Doherty, jako imprint jego firmy Tom Doherty Associates. W 1987 firma została przekształcona w imprint St. Martin's Press.

## Autorzy
Pod szyldem tego imprintu, wydawali tacy autorzy jak: Kevin J. Anderson, Steven Brust, Orson Scott Card, Jonathan Carroll, Charles de Lint, Philip K. Dick, Cory Doctorow, Steven Erikson, Terry Goodkind, Steven Gould, Brian Herbert, Glen Hirshberg, Robert Jordan, Andre Norton, Harold Robbins, Brandon Sanderson, John Scalzi, V. E. Schwab, Skyler White i Gene Wolfe.